# Allochthonius liaoningensi
Espèce
Allochthonius liaoningensi est une espèce de pseudoscorpions de la famille des Pseudotyrannochthoniidae.

## Distribution
Cette espèce est endémique de Chine. Elle se rencontre au Liaoning et au Jilin.

## Description
Les mâles mesurent de 2,00 à 2,13 mm et les femelles de 1,95 à 2,13 mm.

## Étymologie
Son nom d'espèce lui a été donné en référence au lieu de sa découverte, le Liaoning.

## Publication originale
- Hu & Zhang, 2012 : Two new species of the genus Allochthonius Chamberlin from China (Pseudoscorpiones: Pseudotyrannochthoniidae). Entomologica Fennica, vol. 22, no 4, p. 243-248.